# 16144 Корстен
16144 Корстен (16144 Korsten) — астероїд головного поясу, відкритий 15 грудня 1999 року.
Тіссеранів параметр щодо Юпітера — 3,220.